# Lista de ilhas do Iémen

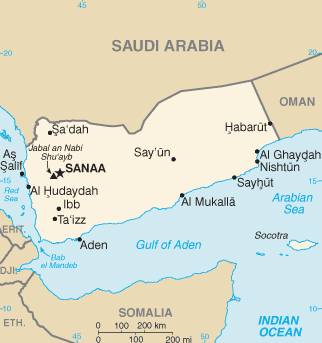
Mapa do Iémen

Mapa do arquipélago de Socotorá

Esta é uma lista de ilhas actualmente integrantes do território do Iémen.
- Abd al Kuri
- Darsah
- Ilhas Hanish
- Hanish al Kabir
- Ilha Jabal al-Tair
- Kamaran
- Perim
- Samhah
- Ilha Saso
- Socotra
- Ilha Zuqar